# Camila Sosa Villada
Camila Sosa Villada (La Falda, 28 de janeiro de 1982) é uma escritora, atriz e dramaturga transgênero argentina. Sua primeira novela, Las malas (pt-br:O parque das irmãs magníficas; 2019), a respeito de um grupo de travestis que exercem a prostituição de rua no Parque Sarmiento, tornou-se um sucesso de crítica e de público e a estabeleceu como uma das escritoras mais originais da literatura argentina contemporânea e da literatura LGBT da Argentina. Além disso, o texto obteve numerosos prêmios, entre eles, o Sor Juana Inés da Cruz, e foi traduzido para diversos idiomas.

## Biografia

### Primeiros anos e formação
Camila Sosa Villada nasceu em 28 de janeiro de 1982 na cidade de La Falda, província de Córdoba, Argentina . Durante sua infância viveu em vários povoados da mesma província: Cruz del Eje, Los Sauces, Mina Clavero e Córdoba, capital . Sobre a infância, lembrou ter imaginado que “ia atuar, que faria teatro, cinema”, e que começou a se travestir “aos 13 anos, numa cidade de 5 mil habitantes”.
Estudou Comunicação Social e Teatro na Universidade Nacional de Córdoba durante quatro anos. Nesse período, ela se encontrava em situação de prostituição, era empregada doméstica e vendedora ambulante. Em 2009 estreou a peça Carnes tolendas, retrato escenico de una travesti, onde “encontrou a síntese entre a atuação, a poesia de Federico García Lorca, sua condição de travesti e os textos de seu blog lanoviadesandro”, e  contou sua vida em formato de biodrama. A peça foi dirigida por María Palacios, recebeu assessoria de Paco Giménez e, em 2010, foi selecionada para o Festival Nacional de Teatro da cidade de La Plata .

### Papéis no teatro, cinema e televisão
Em 2011, o diretor Javier Van de Couter escalou Villada para o papel principal de seu filme Mía . Em março de 2010, a atriz se estabeleceu em Buenos Aires, onde estabeleceu contato com o Centro Cultural Ricardo Rojas . Nesse estabelecimento desempenhou sessões de Carnes Tolendas . No dia 15 de maio terminaram as filmagens de Mía e ela dublou sua personagem por 15 dias. Em junho, a referida obra foi selecionada pelo Bicentenário para o Encontro de Estudantes de Teatro.
Em 2012, filmou a minissérie La viuda de Rafael em Buenos Aires, que foi ao ar entre novembro e dezembro do mesmo ano, onde interpretou Nina, a esposa transexual de um empresário falecido em um acidente. Em 7 de agosto de 2013, obteve o documento nacional de identidade (DNI) que atesta seu gênero feminino, com o nome Camila Sosa Villada.

### Primeiras publicações

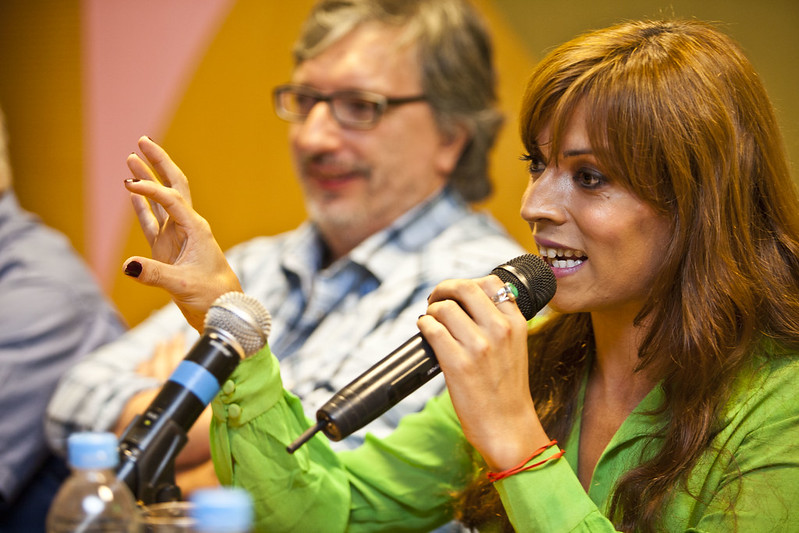
Villada com o escritor Sergio Olguín no Festival Internacional de Literatura Filba 2023.

Em 2015, Villada publicou seu primeiro livro, a coletânea de poemas La Novia de Sandro (pt-br: A namorada de Sandro) . Em 2018, publicou o ensaio autobiográfico El viaje inutil . Em 2019 publicou seus dois primeiros romances, Las malas e Tesis sobre una domesticación . A primeira, ambientada na cidade de Córdoba, narra a vida de um grupo de travestis que praticam a prostituição de rua no Parque Sarmiento, entre as quais está a própria narradora. O texto converteu-se num sucesso de crítica e de público, consagrou-a no âmbito literário argentino, obteve numerosos prêmios literários e foi traduzido aos idiomas francês, inglês, alemão, croata, italiano, norueguês, português e sueco, entre outros.
Em 2022, publicou seu primeiro livro de contos, Soy uma tonta por quererte. Em 2023, reeditou Tesis sobre una domesticación, tendo reescrito parte da novela.

## Atuação

### Cinema
- 2005: La vereda de la calle Roma
- 2009: Camila, desde el alma
- 2011: Mía

### Televisão
- 2012: La viuda de Rafael
- 2013: Historia clínica
- 2014: La celebración
- 2017: En viaje
- 2017: La chica que limpia

### Teatro
- 2009: Carnes tolendas, retrato escénico de una travesti
- 2010: El errante, los sueños del centauro
- 2011: Evocaciones dramáticas sobre Tita Merello y Billie Holiday / Llórame un río
- 2014: El bello indiferente
- 2015: Los ríos del olvido
- 2015: Despierta, corazón dormido/Frida
- 2016: Putx madre
- 2017: El cabaret de la Difunta Correa

## Obra

### Novela
- Las malas (2019, Tusquets)
- Tesis sobre una domesticación (2019, Página/12; 2023, Tusquets)

### Conto
- Soy una tonta por quererte (2022, Tusquets)

### Poesia
- La novia de Sandro (2015, Tusquets)

### Ensaio
- El viaje inútil (2018, Ediciones DocumentA/Escénicas)